# ナッチング・アソシエーツ
ナッチング・アソシエーツ（Nutting Associates）は、カリフォルニア州マウンテンビューに本社を置くアーケードゲームメーカーで、1967年2月にウィリアム・ギルバート・ナッチングによって法人化された。1977年、同社はウィリアム・Si・レッドに買収され、最終的にはSircomaに吸収された。 

## 歴史
ビル・ナッチングは、サンフランシスコのデパートでバイヤーとして働いていた時、彼の義父であるリビア・ウェア社の重役ハーバート・ウルマンが、投資家を探しているエデックス教育システムという教育技術会社の存在を彼に知らせた。ナッチングはこの会社のパートナーとなり、1964年にナレッジコンピュータという硬貨投入式のトリビアクイズを開発した。ナッチングはこのゲーム機をエデックスに販売し、エデックスが1965年にレイセオンに買収された後、その権利を購入した。1966年1月、彼はナレッジコンピュータの販売、及びマーケティング・サービスのリチャード・ボールによって作られたコンピュータ・クイズという装置の再設計版(1967年)の販売のためにナッチング・アソシエーツを設立した。1968年、このモデルはソリッドステート版に再設計された。 
1971年、ノーラン・ブッシュネルはゲーム『コンピュータースペース』（1971）の製造についてナッチング・アソシエーツに売却した。約1,500台が製造された。その後、ブッシュネルはナッチング・アソシエーツのためにゲームを作り続けるため、会社に大きな出資を希望していたが、その機会を得られず退社し、テッド・ダブニーと一緒にアタリを設立した。 
ナッチング・アソシエーツは1977年に会社が Si・レッドに売却されるまでビデオゲームの製造を続けた。ネバダ州にナッチング・アソシエーツの新会社が設立され、その後、ビデオポーカーメーカーのSircoma社に吸収された。 
ナッチングの兄であるデイヴ・ナッチングもまた、ビデオゲーム業界で働いていた。彼は1970年代から80年代初頭にかけてミッドウェイゲームズの多くを制作したコンサルティング会社デイヴ・ナッチング・アソシエーツを設立した。 